# Star Trek: New Voyages
Star Trek: New Voyages, von 2008 bis 2015 bekannt als Star Trek: Phase II, war eine von Fans kreierte Science-Fiction-Webserie, die im fiktiven Star-Trek-Universum spielt. Die Serie wurde als Fortsetzung der ursprünglichen Star Trek konzipiert (auch bekannt als ST: TOS oder einfach TOS), beginnend im fünften und letzten Jahr der „Fünf-Jahres-Mission“ des Raumschiffs Enterprise. Die erste Episode wurde im Januar 2004 veröffentlicht, und neue Episoden wurden etwa einmal pro Jahr veröffentlicht. Die Produktion neuer Episoden wurde im Juni 2016 eingestellt, nachdem CBS/Paramount als Reaktion auf die Kontroverse um Star Trek: Axanar neue Richtlinien für Fan-Filme herausgegeben hatte; drei Episoden, die sich in der Postproduktion befanden, wurden nicht veröffentlicht. Die für New Voyages gebauten Sets wurden ab Juli 2016 als „Star Trek Original Series Set Tour“ lizenziert.
Die Serie war die erste derartige Serie mit dauerhaften Kulissen. Es wirkten auch Autoren oder Schauspieler aus offiziellen Star-Trek-Produktionen mit, so George Takei, der seine Rolle als Hikaru Sulu in World Enough and Time wieder aufnahm, und Walter Koenig als Pavel Chekov in To Serve All My Days. Eugene Roddenberry Jr., der Sohn des Star-Trek-Erfinders Gene Roddenberry, fungierte als beratender Produzent.
Die Episode World Enough and Time wurde 2008 neben Episoden von Doctor Who, Torchwood und Battlestar Galactica für den Hugo Award, „Best Dramatic Presentation, Short Form“ nominiert, verlor aber gegen die Doctor-Who-Folge Blink.

## Darsteller
In Star Trek: New Voyages wurde Captain Kirk von James Cawley (bis Folge 8) und Brian Gross (ab Folge 9) dargestellt, Jeffery Quinn (Folge 1–3), Ben Tolpin (Folge 4–7) und Brandon Stacy (ab Folge 8) spielten Mr. Spock und John Kelley Dr. McCoy. Manche der Originaldarsteller der Serie tauchten in Star Trek: New Voyages wieder auf, so George Takei als Hikaru Sulu und Walter Koenig als Pavel Chekov; in der Episode Blood and Fire hat Denise Crosby (Natasha Yar) einen Auftritt.

## Produktion
New Voyages galt als eines der ambitioniertesten und mit Produktionskosten von ca. 70.000 $ pro Folge auch wohl teuersten Fan-Projekte. Eugene Roddenberry Jr., der Sohn des Star-Trek-Schöpfers Gene Roddenberry, arbeitete als beratender Produzent mit. James Cawley und Jack Marshall führten mit hohem technischen Aufwand die Fünfjahresmission der USS Enterprise fort – wozu sie z. T. auf Original-Drehbücher von Star Trek: Phase Two und Star Trek: TNG zurückgreifen konnten. Insgesamt sind elf Episoden (zwischen 40 und 63 Minuten lang) und fünf Kurzfilme erschienen. To Serve All My Days wurde von D.C. Fontana geschrieben – Fontana schrieb mehrere Episoden von Star Trek: The Animated Series, Star Trek: The Original Series, Star Trek: The Next Generation, Star Trek: Deep Space 9 und Babylon 5. Buch und Regie der Folge World Enough and Time stammen von Michael Reaves und Scott Zicree, die beide bei Star Trek: TNG bzw. beim Film Star Trek: Der erste Kontakt mitarbeiteten; das Buch der Folge Blood and Fire stammt von David Gerrold („Trouble with Tribbles“), der auch Regie führte.

## Folgen

### Come What May
Folge 0 Pilotfilm
Die Forschungskolonie Primus VI sendet einen Notruf, da sie von einer (zu TOS-Zeiten) noch unbekannten Spezies angegriffen werden. Doch noch vor dem Eintreffen der USS Enterprise werden sie von einer gewissen Onabi gerettet.
Die etwas exzentrische Humanoide Onabi wird mit ihrem Begleiter, einem Energiewesen namens Ohn, auf die Enterprise gebeamt. Es stellt sich heraus, dass Onabi übernatürliche Fähigkeiten hat und der Kontakt zu Ohn zeigt einzelnen Mannschaftsmitgliedern Einblick in eine mögliche Zukunft: So wird Spocks Tod in der Warpkammer aus Star Trek II: Der Zorn des Khan nachgestellt, aber auch eine nie vollzogene Heirat zwischen ihm und Christine Chapel in einer alternativen Zukunft.
Onabi sagt der Enterprise und der Sternenflotte eine aufregende Zukunft mit vielen Gefahren und noch viele bedrohliche Spezies voraus, sie erwähnt namentlich das Dominion und die Cardassianer. Sie betont aber auch, dass die Zukunft noch nicht geschrieben ist.
Dass nicht in ihr, sondern in den noch unbekannten Begegnungen der Zukunft die Gefahr liegt, zeigt der Schlussakt, in dem sie die eigentlich überlegenen fremden Invasoren vertreibt.
John Winston, der in der Originalserie den Transporterchef Lieutenant Kyle gespielt hat, kehrt in dieser Folge als Captain Matthew Jefferies zurück. Der Name des Captains ist eine Hommage an Matt Jeffries, der die eigentliche Enterprise entwarf. Ebenfalls spielt in der Folge Eddie Paskey mit, der in neun Folgen Star Trek einen Lieutenant Leslie spielte.
Die Serie erinnert etwas an die TNG-Folge „Encounter at Farpoint“. Onabi hat ähnliche Fähigkeiten wie Q und die von ihr Motnahp genannte Spezies sind niemand anders als die Borg.

### In Harm’s Way
Folge 1
Kirk, kommandierender Kapitän des Raumschiffes Farragut, wird zum Planeten Gateway gerufen, auf dem sich das bekannte Zeitportal (The City on the Edge of Forever) befindet. Dort erklärt Spock, dass die Zeitlinie geändert wurde: Nicht die Farragut, sondern die Enterprise sei Kirks Schiff, nicht der Klingone Kargh, sondern er sei der erste Offizier, und der Krieg des Jüngsten Gerichtes, ausgelöst durch eine Armada von Planeten-Killern (Doomsday Machines), sollte gar nicht stattfinden. Captain Kirk begibt sich also in die Vergangenheit, um die Zerstörung der Enterprise unter Captain Pike zu verhindern und die Zeitlinie wiederherzustellen. Doch vorher muss Captain Pike noch einen hohen Preis für den Kampf zahlen, er verliert seine Gesundheit, als er mit Delta-Strahlen kontaminiert wird.
William Windom kehrt in dieser Folge in seiner Rolle als Commodore Matt Decker zurück. Außerdem gibt es ein Wiedersehen mit der Crew von Captain Pike und Admiral Kirk. In Harm’s Way (das sich frei übersetzen lässt mit: „In der Gefahrenzone“, „Auf gefährlichem Weg“) ist der Titel von mehreren Filmen, etwa dem Western Erster Sieg mit John Wayne.

### To Serve All My Days
Folge 2
Pavel Chekov übersteht einen Unfall im Maschinenraum zunächst unverletzt, aber als Folge der Verstrahlung beginnt er, rasch zu altern. Dabei setzt der auf Gamma Hydra IV (TOS: Wie schnell die Zeit vergeht) begonnene aber eigentlich überwundene Alterungsprozess erneut ein. Nun muss er sich mit seinem nahen Tod auseinandersetzen, seinem Leben und seinen nachlassenden Fähigkeiten im Alter.
In einem parallelen Handlungsstrang wird die Enterprise von einem falschen Klingonenschiff angegriffen. Das führt dazu, dass sich Kirk sich mit dem Klingonen Kargh verbündet, um den Angreifer zu besiegen und dessen wahre Identität festzustellen.
In dieser Folge kehrt Walter Koenig in seiner Rolle als Pavel Chekov zurück. Die Episode wurde um den 40. Geburtstag der Originalserie neu überarbeitet und erschien am 29. März 2008 als Special Edition – To Serve All My Days: A Night in 1969 neu. Die Widersprüche, die sich aus der Folge zu einem Auftauchen Chekovs in den zu einem später spielenden Zeitraum Star-Trek-Filmen ergeben (z. B. „Der Zorn des Khan“), werden durch einen Epilog aufgelöst.

### World Enough and Time
Folge 3
In der Neutralen Zone wird die Enterprise nach der Zerstörung dreier romulanischer Schiffe in einer Art multidimensionalem Käfig gefangen. Beim Versuch, Informationen aus einem der Schiffe zu holen, wird Sulu 30 Sekunden lang in eine andere Welt geschleudert und kehrt 30 Jahre gealtert zurück.
In dieser Folge kehrt George Takei in seiner Rolle als Hikaru Sulu zurück. Die Kommunikationsoffizierin auf der Excelsior, Janice Rand, wird wie in Star Trek VI: Das unentdeckte Land von Grace Lee Whitney dargestellt. Die Computerstimme spricht Majel Roddenberry, Gene Roddenberrys Witwe.

### Blood and Fire Part One & Two
Ein Außenteam unter anderem mit Peter Kirk und seinem Verlobten (!) untersucht das Verschwinden der Crew auf der USS Kopernikus. Dabei entdecken sie eine tödliche Gefahr, die von Blutwürmern ausgeht. Wurde hier von den Klingonen eine biologische Waffe entwickelt?
Folge 4 & 5
Von David Gerrold ursprünglich für Star Trek: The Next Generation geschrieben, wurde diese Folge damals nicht produziert, da sehr kontroverse Themen wie AIDS und Homosexualität behandelt werden. Der erste Teil ist am 20. Dezember 2008 erschienen. Er zeigt u. a. Gastauftritte von Nick Cook, der das schottische Fan-Projekt Starship Intrepid realisiert, und von Bobby Rice (aus dem Fanprojekt Hidden Frontier) als Kirks Neffe Peter Kirk.

Ein weiteres Thema der Doppelfolge ist die Beziehung zwischen Kirk und seinem Neffen.
Im zweiten Teil der Doppelfolge tritt Denise Crosby, bekannt als Tasha Yar aus Raumschiff Enterprise – Das nächste Jahrhundert, auf. Sie spielt Dr. Jenna Yar, die Großmutter von Tasha Yar.

### Enemy: Starfleet!
Folge 6
Vor etwa 8 Jahren, also noch vor Beginn der Fünfjahresmission, ging die U.S.S. Eagle verloren. Sie wird nun kommandiert von Alersa, einer Angehörigen des Volkes der Meskaner. Dadurch und durch ihre Fähigkeit, anderen ihren Willen aufzuzwingen und deren Wahrnehmung zu beeinflussen, erlangte sie einen Vorteil im Krieg gegen die Peshaner. Die einzige Möglichkeit für die Enterprise, den Krieg zu beenden, ist eine Destabilisierung des Subraums, um Überlichtgeschwindigkeit unmöglich zu machen.
In dieser Folge ist eine neue Enterprise zu sehen. Für die weibliche Hauptrolle wurde BarBara Luna („Marlena Moreau“ aus der Folge „Mirror, Mirror“) gewonnen. Die komplette Folge sollte ursprünglich Ende November 2010 erscheinen, die Veröffentlichung erfolgte jedoch erst am 17. April 2011.

### The Child
Folge 7
Eine Telepathin bekommt von einem die Enterprise besuchenden Lichtwesen ein Kind. Der Handlungsverlauf ähnelt im Wesentlichen der entsprechenden TNG-Folge.
Das Drehbuch für diese Folge war ursprünglich für Star Trek: Phase Two entwickelt, später für Star Trek: The Next Generation umgeschrieben und auch produziert worden. Nun wurde es mit Hilfe der Autoren wieder für New Voyages umgeschrieben.

### Kitumba
Folge 8
In dieser Episode wird die Enterprise aufgrund eines drohenden Krieges mit den Klingonen in das Gebiet des von rivalisierenden Clans beherrschten klingonischen Imperiums geordert. Dort trifft Kirk auf den von Kario Pereira Bailey gespielten „Kitumba“, den noch minderjährigen Regenten des Klingonischen Reiches und Nachfahren des mythischen Kahless. Mit dieser Episode, die mit dem Errichten des Hohen Rates und dem Verfluchen des Duras-Clans endet, sollte die Wandlung des Klingonischen Imperiums zwischen der Originalserie und den Kinofilmen dargestellt werden.
Die erste Hälfte der Folge wurde bereits am 7. September 2013, die komplette Episode wurde am 1. Januar 2014 veröffentlicht. Auch diese Geschichte basiert ursprünglich auf einem Drehbuch, welches für Star Trek: Phase Two verfasst wurde, mit dem Unterschied, dass Kitumba als Zweiteiler konzipiert war. Der Autor Patty Wright überarbeitete das Originalskript von John Meredyth Lucas, außerdem wurde eines der Raumschiffmodelle für die Klingonische Flotte von dem bekannten Modelldesigner Andrew Probert entworfen, welcher vor allem für seine Arbeit in den verschiedenen Star-Trek-Serien bekannt ist. Dies ist außerdem die letzte Folge, in der James Cawley die Rolle des Captain Kirk spielt.
Das eigentlich für die originale Star Trek Phase Two geschriebene Skript wurde im Juni 2009 im historischen US-amerikanischen Fort Ticonderoga abgedreht. Die Regie übernahm Ben Alpi. Das Teleplay für den Zweiteiler stammte von John Meredyth Lucas, der auch Schablonen der Gewalt schrieb. „Serienberater“ der Folge war Daren Dochterman, der „unter anderem die Special Effects für Star Trek: Der Film und Star Trek: Raumschiff Voyager gemacht hat“. Die Figur des Arex (bekannt aus der Star Trek: The Animated Series) sollte als 3D-Charakter mit der Stimme von Chris Doohan in dieser Folge eingeführt werden. Die Folge wurde mit einem anderen Schnitt veröffentlicht.
Die Episode dauert 1 Stunde 5 Minuten und 33 Sekunden.

### Mind-Sifter
Folge 9
Die Klingonen nehmen Kirk mit Hilfe des Mind-Sifters bzw. ZNS-Manipulators die Erinnerung und versetzen ihn mit Hilfe des Wächters zurück in das Jahr 1958. Die Crew muss sich mit dem Verlust des Captains abfinden. Wird der neue Captain Spock den tot Geglaubten dort finden, geschweige denn gegen die Anordnungen der Sternenflotte überhaupt suchen?
Eine Folge basierend auf einer Kurzgeschichte von Shirley S. Maiewski. Die Geschichte ist bereits als Sci-Fi-Romanheft bei Terra Astra erschienen.

### The Holiest Thing / Das Heiligste Wesen
Folge 10
Dr. Carol Marcus (bekannt aus Star Trek II: Der Zorn des Khan) ist die einzige Überlebende eines Terraforming-Teams. Die Station auf Lappa III wurde von einer Explosion zerstört. Wieso wurde die Station zerstört? Wieso wurde Protomaterie freigesetzt? Was ist das für ein Schiff, das sich in einer Staubwolke tarnt? Und was ist das für eine neue Spezies, deren Zivilisation auf Handel statt auf Wissenschaft aufgebaut ist? Diese Folge wurde ins Deutsche synchronisiert und unter dem Titel Das Heiligste Wesen online veröffentlicht.

### Nicht fertiggestellte Folgen

#### Folge 11: Torment of Destiny
Dies wäre eine Fortsetzung der TOS-Folge For the World is Hollow („Der verirrte Planet“) gewesen. Die Enterprise kehrt zurück auf den Asteroiden Yonada der Fabrini, auf dem sich McCoy in die Hohepriesterin und Hüterin des Orakels Natira verliebt hatte. Gemäß dem Trailer lässt sich folgende Handlung vermuten: Die Fabrini erreichen ihr Ziel, möglicherweise den Planeten der Lazulianer. Ein Usurpator namens Orthros reißt die Macht über das Orakel an sich und glaubt möglicherweise, dass es nur Platz für ein Volk auf dem Zielplaneten geben würde. Aufgrund technischer und rechtlicher Probleme lässt die Veröffentlichung auf sich warten. Eine Veröffentlichung von Folge 11 war für Ende 2017 angekündigt. Sie ist nicht erfolgt. Im Januar 2021 schaltete James Cawley eine Workprint-Fassung der Folge auf seinem YouTube-Kanal für die Öffentlichkeit frei. Sie war die drei Jahre zuvor nur privat auf YouTube verfügbar.

#### Folge 12: Bread and Savagery
Diese Geschichte, nach einem Drehbuch von Rick Chambers, wurde im Juni 2012 abgefilmt und ging dann in die Postproduktion. Laut englischsprachiger Wikipedia sollte „Bread and Savagery“ eine Fortsetzung der Originalserienepisode „Brot und Spiele“ sein. Die Folge wird jedoch aufgrund rechtlicher Bestimmungen wohl nicht mehr realisiert werden.

#### Folge 13: Origins: The Protracted Man
Diese Folge beschäftigt sich mit den frühen Jahren Jim Kirks auf der Akademie. Sie sollte eine Art Pendant zum damals aktuellen Star-Trek-Kinofilm von J. J. Abrams sein. Die Folge wurde 2010 abgedreht und befand sich lange Zeit in der Postproduktion. Später galt die Folge als gescheitert und wurde nie beendet. Im Januar 2021 veröffentlichte James Cawley zwei Teile einer Workprint-Fassung der Folge auf seinem YouTube-Kanal.

## Kurzfolgen

### Center Seat
Kurzfolge 1 (Vignette)
In dieser knapp sechsminütigen Kurzfolge treffen die beiden Lieutenants Sulu und Desalle in scherzhafter Rivalität um den Stuhl des Captains aufeinander.
Dies ist auch die erste Folge, die jemals von Fans aus dem Englischen in andere Sprachen synchronisiert wurde. 2005, kurz nach dem Erscheinen der Kurzfolge, erschien eine spanische Synchronfassung. 2013 wurde dann von den MindCrusher Studios, in Zusammenarbeit mit startrekphase2.de, unter dem Titel „Der Platz in der Mitte“ eine deutsch synchronisierte Fassung herausgegeben.

### No Win Scenario
Kurzfolge 2 (Vignette)
In dieser neunminütigen Folge berichtet der klingonische Kommandant Kargh von einem „No Win Scenario“ in der klingonischen Ausbildung.

### 1701 Pennsylvania Av.
Kurzfolge 3 (Vignette)
War Nixon vielleicht ein Star-Trek-Fan?

### Going Boldly!
Kurzfolge 4 (Vignette)
In dieser neunminütigen Kurzfolge kehrt die Enterprise für eine technische Überholung ins Dock zurück. Dabei findet eine Gedenkfeier für die während der vorherigen Reisen gefallenen und gestorbenen Crewmitglieder statt.

### Timeline Restored
Kurzfolge 5 (Vignette)
In diesem für die FedCon produzierten Film trifft die alte Enterprise auf die neue JJ-Enterprise.

## Deutsche Synchronisation
Die deutsche Website mit Sitz in Köln hat damit begonnen, die Folgen ins Deutsche zu synchronisieren, wobei Persönlichkeiten aus dem Star-Trek-Fandom als Synchronsprecher eingesetzt werden. Die erste Folge, die synchronisiert wurde, war „Der Platz in der Mitte“ (Center Seat), die von MindCrusher Studios synchronisiert und am 1. Januar 2013 veröffentlicht wurde. Die erste vollständige Folge, die synchronisiert wurde, war Das Heiligste Wesen (The Holiest Thing), die vom deutschen New Voyages Team synchronisiert wurde und in der Hubert Zitt als James T. Kirk und Jens Dombek als Mr. Spock zu hören waren. Die Episode wurde auf der FedCon 2019 uraufgeführt und am 15. Juni 2019 online veröffentlicht. Die nächste Folge, die synchronisiert werden soll, ist „World Enough and Time“. Die Arbeiten sollen im November 2021 beginnen, damit sie auf der FedCon 2022 uraufgeführt werden kann.

## Projekte
Mehrere Folgen standen laut Aussagen der New Voyages-Website parallel in verschiedenen Stadien der Produktion bzw. Postproduktion. Exakte Angaben zur Veröffentlichung waren meist nur kurzfristig erhältlich, was mit der Natur des Freiwilligenprojektes zusammenhängt.
Rest and Retaliation
Das Konzept stammt von Howard Weinstein, dem Autor der Folge „Die Piraten von Orion“ aus der animierten Star-Trek-Serie, und wird von Kevin Rubio, dem Regisseur des Star-Wars-Fanfilms Troops, umgesetzt werden. Rest and Retaliation war für das Frühjahr 2008 angekündigt, wurde jetzt jedoch wegen Fragen die das Skript betreffen auf unbekannte Zeit verschoben.
Kilkenny Cats
Geschrieben von Jimmy Diggs basierend auf einem Drehbuch für Star Trek: Enterprise, das nach deren Absetzung 2005 nie verwendet wurde. „Killkenny Cats“ wird die Rasse der Kzinti einführen, Katzen-ähnliche Kreaturen, die von Larry Niven erfunden wurden und bisher nur in der Serie Star Trek: The Animated Series zu sehen waren.
The World Above, the Mudd Below
Aufgrund terminlicher Probleme wurde die von Howard Weinstein verfasste Episode The World above, the Mudd below mit John Garman Hertzler auf unbestimmte Zeit verschoben.
Our Own Devices
Früherer Titel Pomp and Circumstance.
Bandi
Eine Folge in der Tradition der Tribble-Folgen. Die Geschichte wurde bereits in einem Star-Trek-Manga verarbeitet.
Rock-A-Bye Baby – Or Die!
Ursprünglich an Roddenberry für die erste Staffel von Star Trek: The Next Generation verkauft, wird sich diese Episode mit einer Form außerirdischen Lebens beschäftigen, welche sich im Computer der Enterprise festsetzt.

## Auszeichnungen
Die Serie gewann 2007 den Online Video Award der amerikanischen Zeitschrift TV Guide als beste Webisode-Serie (auch gegenüber professionellen Serien).
Die Folge World Enough And Time war von den „Science Fiction and Fantasy Writers of America“ für die Nebula Awards 2008 in der Kategorie „Bestes Drehbuch“ nominiert.

## Weitere Projekte
Eine andere bekannte Fan-Fiction Serie, die ebenfalls die originale Star-Trek-Serie fortführt ist Star Trek Continues.
Weitere Filme und Serien sind unter Star-Trek-Fan-Fiction zu finden.

## Sonstiges
Das Brücken-Set von New Voyages diente auch etlichen anderen Produktionen. Unter anderem war es in Star Trek: Of Gods And Men (von Tim Russ) und in der Fan-Produktion Starship Farragut zu sehen. Außerdem wurde ein Teil des Sets in der Star-Trek-Enterprise-Episode In a Mirror, Darkly verwendet. James Cawley spielte in Star Trek: Of Gods and Men den Neffen von James T. Kirk, Peter Kirk.
Eine Spezialedition der Folge To Serve All My Days: A Night in 1969, erschien 2008.
Im J.J.-Abrams-Film Star Trek im Jahr 2009 hatte James Cawley einen Cameo-Auftritt. Nach dem Kinofilm wandte sich Cawley vom „Abramsverse“ ab.